# Goldene Himbeere 2021
| Statistik (aufgeführt werden nur Filme mit mehr als einer Nominierung) N = Nominierungen, S = Sieg(e) |   |   |
| Film                                                                                                  | N | S |
| 365 Tage                                                                                              | 6 | 1 |
| Die fantastische Reise des Dr. Dolittle                                                               | 6 | 1 |
| Fantasy Island                                                                                        | 5 | 0 |
| Music                                                                                                 | 4 | 3 |
| Hillbilly-Elegie                                                                                      | 3 | 0 |
| Hubie Halloween                                                                                       | 3 | 0 |
| The Wrong Missy                                                                                       | 3 | 0 |
| Absolute Proof                                                                                        | 2 | 2 |
| Borat Anschluss Moviefilm                                                                             | 2 | 2 |
| Wonder Woman 1984                                                                                     | 2 | 0 |

Die Goldene Himbeere 2021 (englisch 41st Golden Raspberry Awards) zeichnete die schlechtesten Leistungen des Filmjahres 2020 aus, basierend auf den Stimmen von Mitgliedern der Golden Raspberry Foundation.
Bis zum 26. Februar konnten Filme nominiert werden, erstmals durften auch Filme von Streamingdiensten nominiert werden.
Die Nominierungen wurden am 12. März bekanntgegeben. Die Ergebnisse wurden einen Tag vor der Oscarverleihung 2021 veröffentlicht.

## Preisträger und Nominierte
Es folgt die komplette Liste der Preisträger.
| Kategorien                                                      | Nominierte                                                                                                   |
| --------------------------------------------------------------- | --- |
| Schlechtester Film                                              | Absolute Proof                                                                                               |
| Schlechtester Film                                              | 365 Tage |
| Schlechtester Film                                              | Die fantastische Reise des Dr. Dolittle                                                                      |
| Schlechtester Film                                              | Fantasy Island                                                                                               |
| Schlechtester Film                                              | Music |
| Schlechteste Neuverfilmung oder Fortsetzung                     | Die fantastische Reise des Dr. Dolittle                                                                      |
| Schlechteste Neuverfilmung oder Fortsetzung                     | 365 Tage |
| Schlechteste Neuverfilmung oder Fortsetzung                     | Fantasy Island                                                                                               |
| Schlechteste Neuverfilmung oder Fortsetzung                     | Hubie Halloween                                                                                              |
| Schlechteste Neuverfilmung oder Fortsetzung                     | Wonder Woman 1984                                                                                            |
| Schlechteste Regie                                              | Sia für Music                                                                                                |
| Schlechteste Regie                                              | Charles Band für alle drei „Barbie-&-Kendra“-Filme                                                           |
| Schlechteste Regie                                              | Barbara Białowąs und Tomasz Mandes für 365 Tage                                                              |
| Schlechteste Regie                                              | Stephen Gaghan für Die fantastische Reise des Dr. Dolittle                                                   |
| Schlechteste Regie                                              | Ron Howard für Hillbilly-Elegie                                                                              |
| Schlechtestes Drehbuch                                          | Tomasz Klimala für 365 Tage                                                                                  |
| Schlechtestes Drehbuch                                          | William Butler und Kent Roudebush für alle drei „Barbie-&-Kendra“-Filme                                      |
| Schlechtestes Drehbuch                                          | Stephen Gaghan, Chris McKay und Thomas Shepherd für Die fantastische Reise des Dr. Dolittle                  |
| Schlechtestes Drehbuch                                          | Jeff Wadlow, Christopher Roach und Jillian Jacobs für Fantasy Island                                         |
| Schlechtestes Drehbuch                                          | Vanessa Taylor für Hillbilly-Elegie                                                                          |
| Schlechtester Schauspieler                                      | Mike Lindell in Absolute Proof                                                                               |
| Schlechtester Schauspieler                                      | Robert Downey Jr. in Die fantastische Reise des Dr. Dolittle                                                 |
| Schlechtester Schauspieler                                      | Michele Morrone in 365 Tage                                                                                  |
| Schlechtester Schauspieler                                      | Adam Sandler in Hubie Halloween                                                                              |
| Schlechtester Schauspieler                                      | David Spade in The Wrong Missy                                                                               |
| Schlechteste Schauspielerin                                     | Kate Hudson in Music                                                                                         |
| Schlechteste Schauspielerin                                     | Anne Hathaway in Das Letzte, was er wollte und Hexen hexen                                                   |
| Schlechteste Schauspielerin                                     | Katie Holmes in Brahms: The Boy II und The Secret – Traue dich zu träumen                                    |
| Schlechteste Schauspielerin                                     | Lauren Lapkus in The Wrong Missy                                                                             |
| Schlechteste Schauspielerin                                     | Anna-Maria Sieklucka in 365 Tage                                                                             |
| Schlechtester Nebendarsteller                                   | Rudy Giuliani in Borat Anschluss Moviefilm                                                                   |
| Schlechtester Nebendarsteller                                   | Chevy Chase in The Very Excellent Mr. Dundee                                                                 |
| Schlechtester Nebendarsteller                                   | Shia LaBeouf in The Tax Collector                                                                            |
| Schlechtester Nebendarsteller                                   | Arnold Schwarzenegger in Viy 2: Journey to China                                                             |
| Schlechtester Nebendarsteller                                   | Bruce Willis in Breach, Hard Kill und Survive the Night                                                      |
| Schlechteste Nebendarstellerin                                  | Maddie Ziegler in Music                                                                                      |
| Schlechteste Nebendarstellerin                                  | Glenn Close in Hillbilly-Elegie                                                                              |
| Schlechteste Nebendarstellerin                                  | Lucy Hale in Fantasy Island                                                                                  |
| Schlechteste Nebendarstellerin                                  | Maggie Q in Fantasy Island                                                                                   |
| Schlechteste Nebendarstellerin                                  | Kristen Wiig in Wonder Woman 1984                                                                            |
| Schlechteste Filmpaarung                                        | Rudy Giuliani und Der Reißverschluss seiner Hose in Borat Anschluss Moviefilm                                |
| Schlechteste Filmpaarung                                        | Robert Downey Jr. und sein nicht überzeugender walisischer Akzent in Die fantastische Reise des Dr. Dolittle |
| Schlechteste Filmpaarung                                        | Harrison Ford und der vollkommen unecht aussehende CGI-Hund in Ruf der Wildnis                               |
| Schlechteste Filmpaarung                                        | Lauren Lapkus und David Spade in The Wrong Missy                                                             |
| Schlechteste Filmpaarung                                        | Adam Sandler und seine raue Einfaltspinsel-Stimme in Hubie Halloween                                         |
| Special Governors’ Award an das Schlimmste Kalenderjahr JEMALS! | 2020 |